# Death in June
Death in June – brytyjski projekt muzyczny utworzony w 1981 r. po rozpadzie grupy Crisis. Podstawą i jedynym stałym członkiem jest Douglas Pearce (Douglas P.). Muzyka tworzona przez Death in June określana jest najczęściej jako neofolk (inne nazwy tego nurtu to darkfolk oraz apocalyptic folk), przy czym istotną rolę pełnią w niej elementy postindustrialu oraz muzyki wojskowej. Wykorzystywanie nazistowskiej symboliki, teksty nawiązujące do okresu II wojny światowej oraz nieskrywana przez Pearce’a fascynacja historią III Rzeszy sprowadziły na zespół oskarżenia o propagowanie treści nazistowskich.

## Historia
Pierwotnie w skład zespołu wchodzili Douglas P., Tony Wakeford (obecnie związany z grupą Sol Invictus) oraz Patrick Leagas (Sixth Comm). Wczesne dokonania grupy osadzone są mocno w mrocznym klimacie lat osiemdziesiątych (por. np. Joy Division), jednak zdradzają jeszcze pewien brak doświadczenia, niespójność.
Przełom w popularności przynosi LP „Nada!”, nagrany już bez Wakeforda, za to noszący wyraźne ślady współpracy z Davidem Tibetem (Current 93) – osoby, która przez długie lata miała kluczowy wpływ tak na dokonania Death in June, jak i na samego Douglasa P. Utwory nabierają charakterystycznej dla późniejszych nagrań głębi i mroku. Muzycznie album nawiązuje do wcześniejszych dokonań opartych na elektronice, jednak wyraźnie dają już o sobie znać darkfolkowe fascynacje Douglasa („Honor of Silence”, „Leper Lord”, „Fields of Rape”).
Kolejne albumy zmierzają w tym samym kierunku („The World That Summer”, „Brown Book”, „Wall of Sacrifice”), coraz wyraźniej podkreślając związane z II wojną światową obsesje Douglasa P. – symbolem projektu staje się Totenkopf – trupia główka widniejąca na nakryciach głowy oficerów Waffen SS. Teksty najczęściej dotykają wojennych klimatów, czy to bezpośrednio („C’est un reve”), czy też metaforycznie („Hullo Angel”, „Black Angel”). Charakterystyczne dla tego okresu twórczości Douglasa P. jest łączenie delikatnych akustycznych nagrań z fragmentami niemieckich marszów, przemówień itp.
Kolejne albumy „But, What Ends When the Symbols Shatter?” i „Rose Clouds of Holocaust” opierają się na subtelnym brzmieniu gitary akustycznej, dzwonków, i przeróżnych hipnotycznych sampli. Są to jednocześnie ostatnie nagrania w których uczestniczy David Tibet. W roku 1995 powoli zaczynają się rozchodzić drogi wieloletnich przyjaciół. Przyczyny tego rozstania owiane są tajemnicą, tym bardziej, iż emocjonalny związek Tibeta i Douglasa wydawał się być niezwykle silny (por. np. nagrania Current 93 „Rome for Douglas” czy „Song for Douglas After He’s Dead”).
Z kolejnym okresem twórczości Death in June wiąże się nazwisko Albina Juliusa (wcześniej związanego z grupą Der Blutharsch). Płyty „Take Care and Control” oraz „Operation Hummingbird” zbliżają się muzycznie do dokonań tego austriackiego projektu. Dźwiękowe kolaże klejone z dźwiękowych pocztówek z okresu II wojny światowej pobrzmiewają wszechogarniającym poczuciem klęski i zepsucia.
Następny muzyczny zwrot stanowi album „All Pigs Must Die” związany z konfliktem Douglasa P. z dystrybuującą jego płyty wytwórnią World Serpent. Tytułowe trzy świnki to szefowie wyżej wspominanej firmy, z którymi Douglas popadł w finansowy konflikt. Co ciekawe, niedługo po wydaniu „All Pigs Must Die” World Serpent ogłosił upadłość. Koleje lata przyniosły dalszą współpracę z Albinem Juliusem oraz kolejną kontrowersyjną postacią – członkiem kościoła satanistycznego – Boydem Rice’em, z którym Douglas miał okazję poznać się jeszcze na początku lat dziewięćdziesiątych przy okazji współpracy z Current 93.

## Dyskografia

### Albumy
- The Guilty Have No Pride (1983)
- Burial (1984)
- Nada! (1985)
- The World That Summer (1986)
- Brown Book (1987)
- Oh How We Laughed (1987)
- The Wall of Sacrifice (1990)
- But, What Ends When the Symbols Shatter? (1992)
- Something Is Coming (1993)
- Death in June Presents: Occidental Martyr (1995)
- Rose Clouds of Holocaust (1995)
- Take Care and Control (1998)
- Heilige! (1999)
- Operation Hummingbird (2000)
- All Pigs Must Die (2001)
- Alarm Agents (2004)
- The Phoenix Has Risen (2005)
- Free Tibet (2006)
- The Rule of Thirds (2008)
- Peaceful Snow / Lounge Corps (2010)
- Essence! (2018)
- NADA-Ized! (2022)

### Współpraca
- Lesson 1: Misanthropy (1986)
- 93 Dead Sunwheels (1989)
- The Corn Years (1989)
- The Cathedral of Tears (1991)
- The Guilty Have No Past (1993)
- Die Schuldigen und der Nebel (1997)
- DISCriminate (1997)
- Abandon Tracks! (2005)

### Projekty wspólne z innymi artystami
- Boyd Rice & Friends Music, Martinis & Misanthropy LP (1990)
- Boyd Rice & Friends Wolf Pact LP (2001)
- Boyd Rice & Friends Alarm Agents LP (2004)
- Death in June / Les Joyaux de la Princesse Ostenbraun LP (1992)
- Death in June presents Kapo! LP z Richardem Leviathanem (1996)